# De stoel
De stoel was een Nederlands praatprogramma waarin presentator Rik Felderhof mensen met een bijzondere levensstijl ontmoette. Het werd van 1990 tot 2004 uitgezonden door de Nederlandse publieke omroep NCRV. Tot en met 2002 werd er voor het programma gefilmd.

## Programma
De gasten die Felderhof in De stoel − volgens het ene medium een kruising tussen Showroom en Felderhofs radioshow Coupe soleil, het ander zag het als een vervolg op het radioprogramma Rozegeur en prikkeldraad − ontmoette, waren doorgaans 'anders' dan anderen. Door hun levensstijl waren ze anders dan de grijze massa en werden ze ook wel paradijsvogels genoemd. Deze mensen werden door Felderhof geïnterviewd in een stoel die hij, boven op zijn auto, naar locatie bracht. Hij ging altijd neutraal het gesprek in.
Voorbeelden van mensen die hij heeft gesproken, zijn een poppenspeler die een kluizenaar werd, een oude dame die in een berghut in de Pyreneeën woont en een kunstenares die veranderde in een indiaan. Na het stopzetten van De stoel in 2004, richtte Felderhof zich op het programma Villa Felderhof. De naar dit programma genoemde stoel was tentoongesteld in een museum in Noordwolde.
Latere televisieprogramma's als Paradijsvogels (AVRO, 1992-1997), Gordon in wonderland (RTL 4, 2018) en Dennis en de vrije geesten (SBS6, 2019) lijken qua concept op De stoel.

## Markante gasten
- Annemarie Grewel en Joseph Luns (1991)[3]
- Dames Vlaanderen (1993)
- Jopie Huisman (1993)
- Anton Heyboer (1996)
- Christiane Beerlandt (1999)